# Yu-kawa
La rivière Yu (湯川, Yu-kawa) est un cours d'eau du Japon situé à Nikkō, dans la préfecture de Tochigi.

## Géographie
| \| Mont Nantai Lac Yu Plateau Senjō Rivière Yu Lac Chūzenji Nikkō Rivière Daiya \| La rivière Yu, du lac Yu au lac Chūzenji. |
| Mont Nantai Lac Yu Plateau Senjō Rivière Yu Lac Chūzenji Nikkō Rivière Daiya                                                 |

La rivière Yu s'étend entièrement dans l'ouest de la ville de Nikkō (préfecture de Tochigi), dans un 
bassin versant d'une superficie d'environ 53 000 m2. Elle 
prend sa source au lac Yu, un lac d'origine volcanique au pied du mont To dans l'ouest des monts Nikkō, et 
s'écoule en direction du sud-est sur 11,2 km à travers le plateau Senjō 
(Senjōgahara). À environ 800 m au nord du lac Chūzenji, situé dans le 
sud-ouest de la ville de Nikkō, elle rejoint la rivière Jigoku dont elle prend le nom et forme un delta avant que ses eaux ne se mêlent à celles du lac.

## Principaux affluents
La Yu reçoit les eaux de la rivière Jigoku, longue d'environ 700 m, en rive gauche, moins 
d'un kilomètre au nord du lac Chūzenji. Elle est aussi alimentée par les eaux des zones humides du plateau Senjō.

## Ponts
Au moins cinq ponts enjambent la rivière Yu en 2016, dont les ponts Aoki
 
et Akanuma dans la section du cours d'eau traversant le plateau Senjō,.